# 沃斯托奇内村委员会 (十月区)
沃斯托奇内村委员会（俄语：Восточный сельсовет）是俄罗斯联邦阿穆尔州十月区所属的一个村委员会。其下辖有2个居民点，行政中心为沃斯托奇内。据2016年统计，该村委员会的人口为1424人。